# Paál László festményeinek listája
Az alábbi lista  Paál László festményeit sorolja fel.
| Kép | Festmény címe                                     | készítés éve     | technika     | méret          | tulajdonos                                  |
| --- | ------------------------------------------------- | ---------------- | ------------ | -------------- | ------------------------------------------- |
|     | Birkanyáj                                         | 1869             | olaj, vászon | 84 × 68.5 cm   | magángyűjtemény                             |
|     | Tájkép                                            | 1869             | olaj, vászon | 84 × 68.5 cm   | magángyűjtemény                             |
|     | Fatanulmány (Teljesen elégett)                    | 1870             | olaj, vászon | 50 × 50 cm     | Lappang                                     |
|     | Kertben                                           | 1870             | olaj, vászon | 37 × 26.5 cm   | magángyűjtemény                             |
|     | Mocsaras táj                                      | 1870             | olaj, vászon | 112 × 70 cm    | Magyar Nemzeti Galéria , Budapest           |
|     | Dél                                               | 1870             | olaj, vászon | 53.5 × 36.5 cm | Magyar Nemzeti Galéria , Budapest           |
|     | Szénaboglyák                                      | 1870 körül       | olaj, vászon | 55 × 46.5 cm   | magángyűjtemény                             |
|     | Fontainebleau-i erdő                              | 1870-es évek     | olaj, vászon | 56 × 46 cm     | magángyűjtemény                             |
|     | Tájkép házakkal                                   | 1871             | olaj, vászon | 79 × 44.5 cm   | magángyűjtemény                             |
|     | Borús idő                                         | 1871             | olaj, vászon | 81 × 61 cm     | Magyar Nemzeti Galéria, Budapest            |
|     | Faluszéle                                         | 1871             | olaj, vászon |                |                                             |
|     | Beileni szélmalom                                 | 1870-71          | olaj, vászon | 43.5 × 55.5 cm | magángyűjtemény                             |
|     | Faluszéle (Faluvége)                              | 1871             | olaj, vászon | 85.5 × 50.5 cm | magángyűjtemény                             |
|     | Szélfútta fák                                     | 1871             | olaj, vászon | 90 × 52.5 cm   | magángyűjtemény                             |
|     | Naplemente az erdőben (Tavaszi este Aaperwaldban) | 1871             | olaj, vászon | 78 × 127.5 cm  | magángyűjtemény                             |
|     | Berzovai utca                                     | 1871             | olaj, vászon | 121 × 93 cm    | Magyar Nemzeti Galéria, Budapest            |
|     | Hazafelé                                          | 1871 körül       | olaj, vászon | 43 × 63 cm     | magángyűjtemény                             |
|     | Vihar után (Beileni táj)                          | 1871 körül       | olaj, vászon | 65 × 51 cm     | magángyűjtemény                             |
|     | Tájkép                                            | 1871 körül       | olaj, vászon | 50 × 75 cm     | magángyűjtemény                             |
|     | Naplemente                                        | 1871-1872        | olaj, vászon | 73.5 × 123 cm  | magángyűjtemény                             |
|     | Erdő tehenekkel (Nagyon megsérült)                | 1872             | olaj, vászon | 200 × 100 cm   | Lappang                                     |
|     | Füzes (Nagyon megsérült)                          | 1872             | olaj, vászon | 50 × 50 cm     | Lappang                                     |
|     | Halászó fiú (Teljesen elégett)                    | 1872             | olaj, vászon | 100 × 50 cm    | -                                           |
|     | Erdő mélye (Teljesen elégett)                     | 1872             | olaj, vászon | 100 × 50 cm    | -                                           |
|     | Vízpart (Teljesen elégett)                        | 1872             | olaj, vászon | 100 × 50 cm    | -                                           |
|     | Juhaklok (Kazlak)                                 | 1872             | olaj, vászon | 94.5 × 58.5 cm | Magyar Nemzeti Galéria, Budapest            |
|     | Erdő széle                                        | 1872             | olaj, vászon | 85.5 × 58 cm   | Magyar Nemzeti Galéria, Budapest            |
|     | Tehenek a fák alatt                               | 1872             | olaj, vászon | 132 × 78 cm    | Magyar Nemzeti Galéria, Budapest            |
|     | Domboldalon                                       | 1872 körül       | olaj, vászon | 48 × 41 cm     | magángyűjtemény                             |
|     | Erdő Napsütésben                                  | 1872 körül       | olaj, vászon | 63 × 93 cm     | magángyűjtemény                             |
|     | Erdő mélye                                        | 1873             | olaj, vászon | 98.5 × 69.5 cm | Magyar Nemzeti Galéria, Budapest            |
|     | Erdőszéle                                         | 1873             | olaj, vászon | 69 × 89 cm     | magángyűjtemény                             |
|     | Havas barbizoni utca (Barbizon)                   | 1873             | olaj, vászon | 66 × 47.5 cm   | magángyűjtemény                             |
|     | Erdei út (Fontainebleau-i erdő)                   | 1873             | olaj, vászon | 113 × 89 cm    | Herman Ottó Múzeum, Miskolc                 |
|     | Eső után, őszi hangulat (Napnyugta)               | 1873             | olaj, vászon | 117 × 80 cm    | magángyűjtemény                             |
|     | Barbizoni táj                                     | 1873 körül       | olaj, vászon | 46.5 × 38 cm   | magángyűjtemény                             |
|     | A párizsi erődítések környéke                     | 1874             | olaj, vászon | 55.5 × 34 cm   | Magyar Nemzeti Galéria, Budapest            |
|     | Erdő széle (Borús táj)                            | 1874 körül       | olaj, vászon | 46 × 65 cm     | Herman Ottó Múzeum, Miskolc                 |
|     | Naplemente (Rőzseszedő)                           | 1874 körül       | olaj, vászon | 61 × 43.5 cm   | magángyűjtemény                             |
|     | Barbizoni erdőrészlet                             | 1874 körül       | olaj, vászon | 73.5 × 93 cm   | magángyűjtemény                             |
|     | A reggel                                          | 1875             | olaj, vászon | 61.3 × 42.2 cm | Magyar Nemzeti Galéria, Budapest            |
|     | Reggel az erdőben                                 | 1875             | olaj, vászon | 94.5 × 64.5 cm | Magyar Nemzeti Galéria, Budapest            |
|     | Békák mocsara                                     | 1875             | olaj, vászon | 92 × 63 cm     | Magyar Nemzeti Galéria, Budapest            |
|     | Napsütés az erdőben                               | 1875             | olaj, vászon | 54 × 65 cm     | Herman Ottó Múzeum, Miskolc                 |
|     | Viharos táj                                       | 1875             | olaj, vászon | 106 × 73.5 cm  | Magyar Nemzeti Galéria, Budapest            |
|     | Jegenyék közt                                     | 1875             | olaj, vászon | 43 × 33.5 cm   | magángyűjtemény                             |
|     | Erdei Napnyugta vagy Erdei napkelte               | 1875             | olaj, vászon | 45.5 × 31 cm   | magángyűjtemény                             |
|     | Erdő széle (Megpörkölődött)                       | 1875             | olaj, vászon | 50 × 50 cm     | Lappang                                     |
|     | Barbizoni táj                                     | 1875 körül       | olaj, vászon | 65.5 × 43.5 cm | magángyűjtemény                             |
|     | Erdőrészlet                                       | 1875 körül       | olaj, vászon | 64 × 52 cm     | Kovács Gábor Művészeti Alapítvány, Budapest |
|     | Erdei út eső utá                                  | 1875 körül       | olaj, vászon | 115 × 89 cm    | Kovács Gábor Művészeti Alapítvány, Budapest |
|     | Barbizoni Erdő                                    | 1875 körül       | olaj, vászon | ?              | magángyűjtemény                             |
|     | Erdőben                                           | 1875 körül       | olaj, vászon | 116.5 × 89 cm  | Magyar Nemzeti Galéria, Budapest            |
|     | Nyírfaerdő                                        | 1875 körül       | olaj, vászon | 118 × 80.5 cm  | magángyűjtemény                             |
|     | Békák mocsara                                     | 1875 körül       | olaj, vászon | 106 × 69 cm    | magángyűjtemény                             |
|     | Békák mocsara                                     | 1875 körül       | olaj, vászon | 55 × 38.5 cm   | magángyűjtemény                             |
|     | Vízparti táj                                      | 1875 körül       | olaj, vászon | 90 × 65 cm     | magángyűjtemény                             |
|     | Őszi hangulat                                     | 1876             | olaj, vászon | 100 × 81 cm    | Magyar Nemzeti Galéria, Budapest            |
|     | Erdei út                                          | 1876             | olaj, vászon | 46 × 65 cm     | Magyar Nemzeti Galéria, Budapest            |
|     | Út a fontainebleau-i erdőben                      | 1876             | olaj, vászon | 91.5 × 63 cm   | Magyar Nemzeti Galéria, Budapest            |
|     | Út a fontainebleau-i erdőben                      | 1876             | olaj, vászon | 75 × 55 cm     | magángyűjtemény                             |
|     | Erdő széle (Nyárfák)                              | 1876             | olaj, vászon | 53.5 × 72.6 cm | Magyar Nemzeti Galéria, Budapest            |
|     | Erdőrészlet sziklákkal                            | 1876             | olaj, vászon | 81 × 61 cm     | magángyűjtemény                             |
|     | Októberi szél                                     | 1876             | olaj, vászon | 109.5 × 75 cm  | Magyar Nemzeti Galéria, Budapest            |
|     | Nyírfa tanulmány                                  | 1876 körül       | olaj, vászon | 91.5 × 72.5 cm | Magyar Nemzeti Galéria, Budapest            |
|     | Barbizoni táj                                     | 1876 körül       | olaj, vászon | 55.5 × 39 cm   | magángyűjtemény                             |
|     | Nyár elején (Erdő széle)                          | 1876 körül       | olaj, vászon | 50 × 65 cm     | magángyűjtemény                             |
|     | Erdő belseje                                      | 1876             | olaj, vászon | 130 × 97.8 cm  | Magyar Nemzeti Galéria, Budapest            |
|     | Út a Fontainebleau-i erdőben (Teljesen elégett)   | 1876             | olaj, vászon | 300 × 200 cm   | -                                           |
|     | Naplemente (Táj viharfelhős égbolttal)            | 1872 körül       | olaj, vászon | 39.5 × 73.5 cm | Magántulajdon                               |
|     | Erdő belseje (Megpörkölődött)                     | 1876             | olaj, vászon | 150 × 100 cm   | Lappang                                     |
|     | Barbizoni erdő                                    | 1877             | olaj, vászon | 65 × 49 cm     | magángyűjtemény                             |
|     | Barbizon környéki táj                             | 1877 körül       | olaj, vászon | 50 × 80 cm     | Musée de Peintres de Barbizon, Barbizon     |
|     | Erdőrészlet                                       | 1877 körül       | olaj, vászon | 60 × 40 cm     | Kovács Gábor Művészeti Alapítvány, Budapest |
|     | Erdő mélye                                        | 1877             | olaj, vászon | 62 × 51 cm     | Magyar Nemzeti Galéria, Budapest            |
|     | Erdő mélye                                        | 1877             | olaj, vászon | 100 × 70 cm    | Magyar Nemzeti Galéria, Budapest            |
|     | Faluszéle                                         | 1877             | olaj, vászon | 90.8 × 51.1 cm | magángyűjtemény                             |
|     | Erdő napsütésben                                  | 1877 körül       | olaj, vászon | 90 × 63 cm     | magángyűjtemény                             |
|     | Francia nyári táj                                 | ismeretlen dátum | olaj, vászon | 39 × 55 cm     | magángyűjtemény                             |
|     | Tájkép alakkal                                    | ismeretlen dátum | olaj, vászon | 57.2 × 84.5 cm | magángyűjtemény                             |
|     | Erdő széle                                        | ismeretlen dátum | olaj, vászon | 99 × 74 cm     | Herman Ottó Múzeum, Miskolc                 |
|     | Erdei táj alakkal                                 | ismeretlen dátum | olaj, vászon | 45 × 29.2 cm   | magángyűjtemény                             |
|     | Birserdő rőzseszedővel                            | ismeretlen dátum | olaj, vászon | 91.4 × 73.6 cm | magángyűjtemény                             |
|     | Barbizoni erdőrészlet                             | ismeretlen dátum | olaj, vászon | 54.5 × 70.5 cm | magángyűjtemény                             |
|     | Táj kunyhóval                                     | ismeretlen dátum | olaj, vászon | 50.5 × 65.5 cm | magángyűjtemény                             |
|     | Földeken                                          | ismeretlen dátum | olaj, vászon | 62 × 33 cm     | magángyűjtemény                             |
|     | Párizsi út a Fontainebleau-i erdőben              | ismeretlen dátum | olaj, vászon |                | Ismeretlen helyen                           |
|     | Tenger (Megpörkölődött)                           | ismeretlen dátum | olaj, vászon | 150 × 100 cm   | Lappang                                     |